# Полиция безопасности нацистской Германии

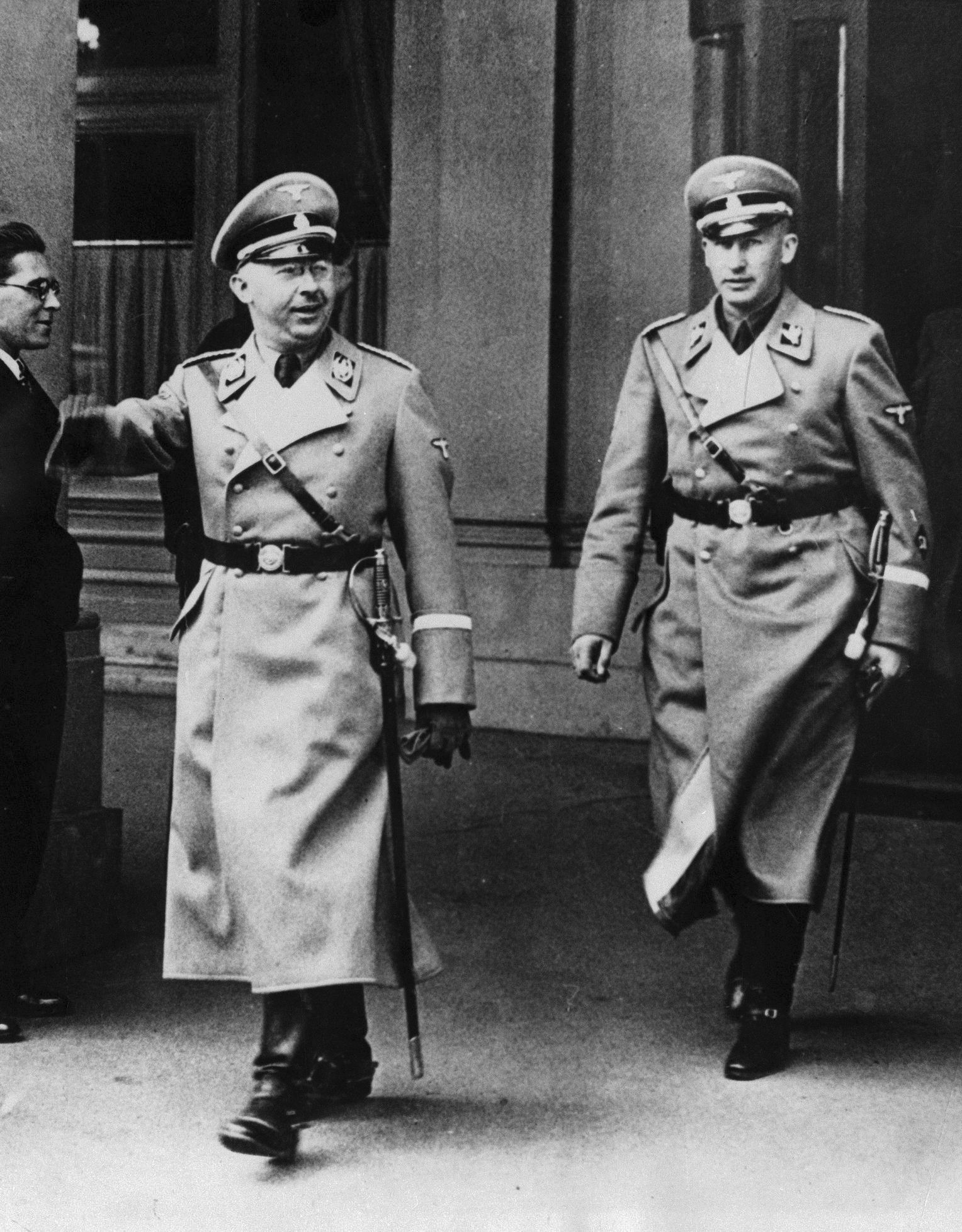
Гиммлер и Гейдрих

Полиция безопасности (нем. Sicherheitspolizei, сокр. SiPo, Зипо) — полицейская служба, существовавшая в нацистской Германии с 1936 года и занимавшаяся борьбой с криминальными и антисоциальными элементами. Объединяла в своём составе уголовную полицию (крипо, Reichskriminalamt) и тайную государственную полицию (гестапо, Geheime Staatspolizeiamt). С 1939 года подчинена Главному управлению имперской безопасности (РСХА).

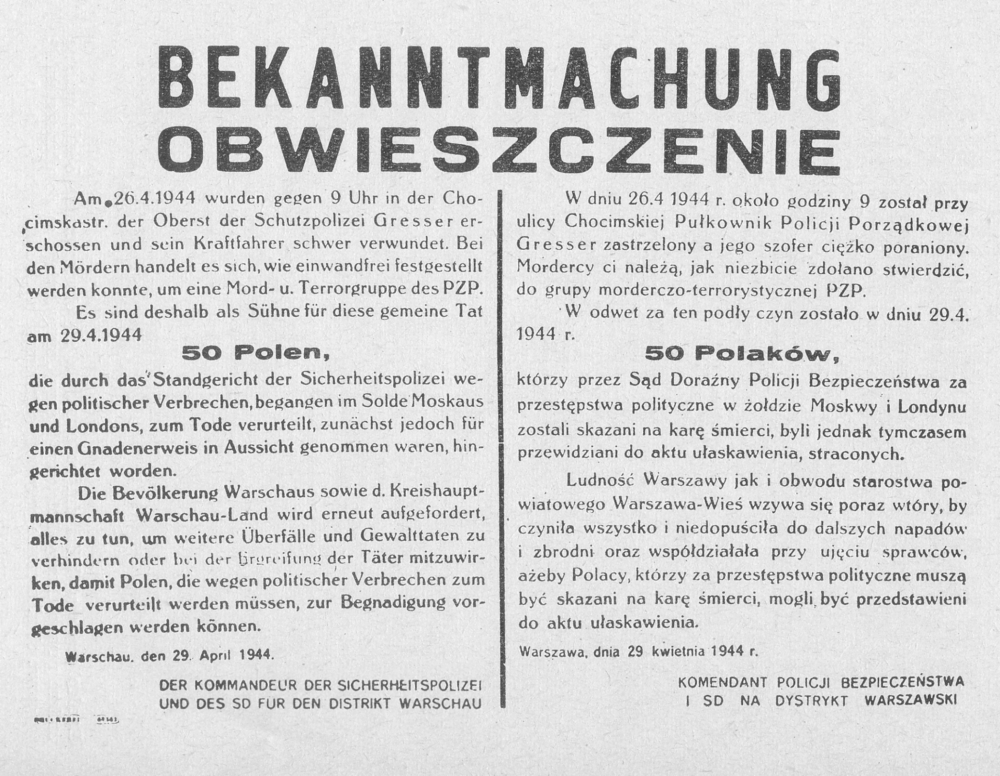
Одно из оповещений Sicherheitspolizei в польских землях, 1944 год

Главное управление полиции безопасности (нем. Hauptamt Sicherheitspolizei) было образовано 17 июня 1936 года, а руководитель СС Генрих Гиммлер стал именоваться «рейхсфюрером СС и шефом немецкой полиции» (нем. Reichsführer SS und Chef der Deutschen Polizei). Таким образом, вся немецкая полиция входила в фактическое подчинение руководству СС — не государственной, а партийной организации.
Двумя постановлениями от 26 июня 1936 года Гиммлер определил новое устройство немецкой полиции. Она должна была быть разделена на полицию безопасности и полицию порядка (орпо, нем. Ordnungspolizei). Полиция безопасности подразделялась на гестапо (которому подчинялась также и созданная после начала Второй мировой войны в 1939 году пограничная полиция грепо, нем. Grenzpolizei), и уголовную полицию (крипо). Шефом зипо и службы безопасности (СД) стал Рейнхард Гейдрих.
В 1937 году было проведено разделение полномочий между полицией безопасности и СД. Перед зипо была поставлена задача слежки, выявления и преследования подозрительных элементов.
27 сентября 1939 года полиция безопасности и СД вошли в состав вновь созданного РСХА, во главе которого встал Гейдрих.